# Imanol Uribe
Imanol Uribe est un réalisateur, scénariste et producteur de cinéma espagnol d'origine basque, né le 28 février 1950 à San Salvador au Salvador.

## Biographie
Bien que né au Salvador, Imanol Uribe est d'ascendance basque. Il a été élevé à Madrid. En 1972, il obtient un diplôme de l'école officielle de journalisme de la capitale espagnole et poursuit des études de réalisation à l'école supérieure de cinéma madrilène dont il sort diplômé deux ans plus tard. En 1975, il fonde sa propre société de production, Zeppo Films, grâce à laquelle il réalise des courts métrages sur les Basques tels qu'Off en 1976 et le documentaire Ez l'année suivante. En 1979, il fonde une autre société, Cobra Films, avec laquelle il tourne Le Sexe du diable (La muerte de Mikel). Plus tard, il crée une troisième maison de production, Aiete Films S.A., qui lui apporte les fonds nécessaires pour réaliser, en 1983, le court métrage Guipuzkoa donostica : costa guipuzcoana puis Le Sexe du diable (La muerte de Mikel) en 1984, Le Roi ébahi (El rey pasmado) en 1991, Días contados en 1994 et El viaje de Carol en 2002.
Plusieurs de ses films sont consacrés à la situation socio-politique du Pays basque à l'instar d'El proceso de Burgos (1979), un documentaire-plaidoyer pour les militants d'ETA, comparus en Cour martiale durant la présidence de Francisco Franco en 1970. Avec deux fictions, le film d'action La fuga de Segovia et le drame intimiste Le Sexe du diable (La muerte de Mikel) qui évoque la difficulté d'être homosexuel et militant, il réitère ses thèmes de prédilection et exprime de nouveau son intérêt pour le peuple et la cause basques. Il traite néanmoins d'autres sujets comme la sorcellerie dans La luna negra en 1989, l'Histoire avec Le Roi ébahi (El rey pasmado) qui obtient un grand succès critique et public en 1991 ou encore le racisme et la xénophobie vis-à-vis des émigrants africains dans Bwana en 1996. En 1994, Días contados, consacré au terrorisme basque, est également salué par la critique, le public et la profession qui lui décerne de nombreux prix. Ce long métrage est considéré comme l'un des meilleurs films espagnols des années 1990 et l'une des œuvres récentes majeures sur les drames sociaux.
Uribe n'a pas seulement été réalisateur, scénariste, producteur et acteur. Il a également assuré la fonction d'assistant-réalisateur sur Tú estás loco Briones au côté de Javier Maqua en 1980 et sur Visionarios pour Manuel Gutiérrez Aragón en 2001. Il a de plus été co-scénariste de Tú estás loco Briones en 1980 et monteur des films Guipuzkoa donostia : costa guipuzcoana et Ikuska 13. Euskal kanta berria. La nueva cancion vasca en 1983. Parmi les nombreuses activités du cinéaste, on doit ajouter celle de directeur de production sur Pomporrutas imperiales de Fernando Colomo en 1976, produit par Zeppo Films. Il a par ailleurs participé à plusieurs émissions télévisées et a reçu un nombre important de récompenses prestigieuses en Espagne et à l'international. 
Il était présent au 18e Festival du cinéma espagnol de Nantes qui s'est tenu du 12 au 25 mars 2008.
De 1982 à 2004, il a été l'époux de l'actrice Maria Barranco qu'il a fait jouer dans Le Roi ébahi (El rey pasmado) en 1991, Bwana  en 1996 et El viaje de Carol en 2002. De cette union est née Andréa en 1993.

## Filmographie

### Réalisateur
- 1972 : Jack
- 1974 : De oca a oca y tiro porque me toca
- 1976 : Off, court métrage
- 1977 : Ez, court métrage
- 1979 : El proceso de Burgos (es), documentaire
- 1981 : La fuga de Segovia (es)
- 1983 : Ikuska 13. Euskal kanta berria. La nueva cancion vasca
- 1983 : Guipuzkoa donostia : costa guipuzcoana
- 1984 : Le Sexe du diable (La muerte de Mikel)
- 1986 : Adios pequeña (es)
- 1989 : La luna negra (épisode de la série Sabbath)
- 1991 : La huella del crimen: el crimen del expreso de Andalucia (série télévisée)
- 1991 : Le Roi ébahi (El rey pasmado)
- 1992 : La mujer de tu vida (série télévisée), saison 2
- 1994 : Días contados
- 1996 : Bwana
- 1997 : Haika mutil
- 1999 : Extraños
- 1999 : Plenilunio
- 2002 : El viaje de Carol
- 2004 : Manipulacion, documentaire de 3 minutes: c'est l'un des 21 courts métrages qui sont regroupés sous le titre Hay Motivo
- 2007 : La carta esférica (es)
- 2009 : Taller de prácticas de cásting (vidéo documentaire)
- 2010 : Ciudadano Negrín
- 2012 : Miel de naranjas (es)
- 2013 : Viaje al Senegal (court métrage documentaire)
- 2015 : Lejos del mar (es)
- 2017 : Kalebegiak : San Sebastián, une ville, douze regards (Kalebegiak), segment La casa del frío
- 2022 : Llegaron de noche (es)

### Scénariste
- 1972 : Off de lui-même
- 1974 : De oca a oca y tiro porque me toca de lui-même
- 1977 : Ez de lui-même
- 1981 : La fuga de Segovia de lui-même
- 1983 : Ikuska 13. Euskal kanta berria. La nueva cancion vasca de lui-même
- 1983 : Guipuzkoa donostia : costa guipuzcoana de lui-même
- 1984 : Le Sexe du diable (La muerte de Mikel) de lui-même
- 1986 : Adios pequeña (Adieu petite[réf. nécessaire]) de lui-même
- 1989 : La luna negra (La Lune noire[réf. nécessaire]) de lui-même
- 1994 : Días contados de lui-même
- 1996 : Cachito d'Enrique Urbizu
- 1996 : Bwana de lui-même
- 1999 : Extraños (Étrangers[réf. nécessaire]) de lui-même
- 1999 : Plenilunio (Pleine Lune[réf. nécessaire]) de lui-même
- 2002 : El viaje de Carol (Le Voyage de Carole[réf. nécessaire]) de lui-même
- 2005 : Round Two (Segundo asalto) de Daniel Cebrián
- 2007 : La carta esférica (La Carte marine[réf. nécessaire]) de lui-même

### Producteur
- 1975 : Una tarde con Dorita amor de Diego Galan
- 1983 : Guipuzkoa Donostia : Costa Guipuzcoana de lui-même avec société de production Aiete Films S.A.
- 1984 : Le Sexe du diable (La muerte de Mikel) de lui-même avec société de production Aiete Films S.A.
- 1984 : Fuego eterno de José Angel Rebolledo avec société de production Aiete Films S.A.
- 1988 : Lluvia de otoño de José Angel Rebolledo avec société de production Les Films Ariane
- 1991 : Le Roi ébahi (El rey pasmado) de lui-même avec société de production Aiete Films S.A.
- 1994 : Despues de tantos años de Ricardo Franco avec société de production Aiete Films S.A.
- 1994 : Días contados de lui-même avec société de production Aiete Films S.A.
- 1997 : Un solo de cello de Daniel Cebrian ; coproduit avec Andrés Santana et Daniel Cebrian
- 1996 : Les Secrets du cœur (Secretos del corazón) de Montxo Armendariz avec société de production Aiete Films S.A.
- 1998 : Mararía de Antonio José Betancor ; coproduit avec Thierry Forte, José Mazeda, Andrés Santana, Mark Wild et Maria Dolores Marrero
- 2002 : Visionnaires (Visionarios) de Manuel Gutiérrez Aragón avec Société Générale du Cinéma, Télévision espagnole, Ministère de l'Éducation, de la Culture et des Sports, Canal+ España, Aiete-Ariane films S.A. et Gouvernement basque
- 2005 : Pablo G. del Amo, un montador de ilusiones de Diego Galan ; coproduit avec Andrés Santana et Cristina Mascarenhas où il apparaît
- 2005 : Round Two (Segundo asalto) de Daniel Cebrian avec société de production Aiete-Ariane Films S.A.
- 2006 : La caja de Juan Carlos Falcon avec sociétés de production Aiete-Ariane Films S.A. , Oberon Cinematografica et Take 2000
- 2008 : El ultimo truco de Sigfrid Monleón avec société de production Aiete-Ariane Films S.A.
- 2010 : Ciudadano Negrín (producteur exécutif)
- 2013 : Viaje al Senegal (assistant de production)

### Acteur
- 1988 : Femmes au bord de la crise de nerfs (Mujeres al borde de un ataque de nervios) de Pedro Almodóvar : l'époux
- 1994 : La mujer de tu vida (série télévisée), saison 2, épisode La mujer cualquiera : Marmolista

## Distinctions
- 1979 : Meilleur film en langue espagnole au Festival de Saint-Sébastien pour El proceso de Burgos
- 1984 : sélection au Prix du meilleur film du Festival MystFest de Cattolica pour Le Sexe du diable (La muerte de Mikel)
- 1989 : sélection au Prix du meilleur film du Festival international du film de Catalogne pour La luna negra
- 1990 : Prix du public, Prix du meilleur scénario et sélection au Prix du meilleur film fantastique international à Fantasporto pour La luna negra
- 1992 : CEC Award au meilleur réalisateur pour La luna negra, décerné par le Cinema Writers Circle Awards
- 1992 : nomination au Goya du meilleur réalisateur pour Le Roi ébahi (El rey pasmado)
- 1992 : prix spécial du jury du Festival de Chamrousse[2] pour Le Roi ébahi (El rey pasmado)
- 1993 : Prix ACE du meilleur réalisateur pour Le Roi ébahi (El rey pasmado)
- 1994 : Coquille d'or au Festival de Saint-Sébastien pour Días contados
- 1994 : Prix Ondas du meilleur réalisateur pour Días contados
- 1995 : Prix de l'ADIRCAE (Assemblée des réalisateurs de cinéma et de télévision d'Espagne) pour le meilleur réalisateur avec Días contados
- 1995 : Sant Jordi Award à Barcelone pour le meilleur film espagnol avec Días contados
- 1995 : Turia Award à Valence pour le meilleur film espagnol avec Días contados
- 1995 : Prix du public à Valence pour le meilleur film espagnol avec Días contados
- 1995 : Fotogramas de Plata du meilleur film espagnol pour Días contados
- 1995 : Goyas du meilleur film, du meilleur réalisateur et de la meilleure adaptation pour Días contados
- 1996 : Aigrette d'Or de la meilleure réalisation au Festival du film hispanique de Miami pour Bwana
- 1996 : Coquille d'or au Festival de Saint-Sébastien pour Bwana
- 1997 : nomination au Goya du meilleur réalisateur  pour Bwana
- 2002 : Grand prix spécial du jury et sélection au Grand prix des Amériques du Festival des films du monde de Montréal pour El viaje de Carol
- 2003 : nomination au CEC Award du meilleur scénario pour El Viaje de Carol par le Cinema Writers Circle Awards à Madrid
- 2003 : Ours de cristal et Mention spéciale à la 53e Berlinale pour El viaje de Carol
- 2003 : sélection à l'Aigrette d'Or du meilleur film au Festival du film hispanique de Miami pour El viaje de Carol
- 2005 : nomination au Goya du meilleur film documentaire pour ¡Hay motivo!
- 2008 : nomination au Goya de la meilleure adaptation pour La carta esférica
- 2012 : Biznaga d'Argent du meilleur réalisateur au Festival du film espagnol de Málaga pour Miel de naranjas